# Paulo Cunha (cầu thủ bóng đá)
Paulo André Vilaça Cunha (sinh ngày 19 tháng 2 năm 1986) là một cầu thủ bóng đá người Bồ Đào Nha thi đấu cho Varzim.

## Sự nghiệp câu lạc bộ
Anh ra mắt chuyên nghiệp tại Giải bóng đá hạng nhất quốc gia Bồ Đào Nha cho Varzim vào ngày 21 tháng 9 năm 2016 trong trận đấu trước Olhanense.